# Dammtjärnarna, Västmanland
Dammtjärnarna är en sjö i Ljusnarsbergs kommun i Västmanland och ingår i Norrströms huvudavrinningsområde.